# División Antártica Australiana
la División Antártica Australiana (en inglés: Australian Antarctic Division; AAD) es una división del Departamento de Medio Ambiente. La división se encarga de programas científicos y proyectos de investigación para contribuir a la comprensión de la Antártida y el océano Antártico. Realiza y apoya programas de investigación en colaboración con otras organizaciones australianas e internacionales, como la Oficina de Meteorología y Geoscience Australia, así como la administración y el mantenimiento de la presencia en el Territorio Antártico Australiano y las islas subantárticas Heard y McDonald.

## Competencias

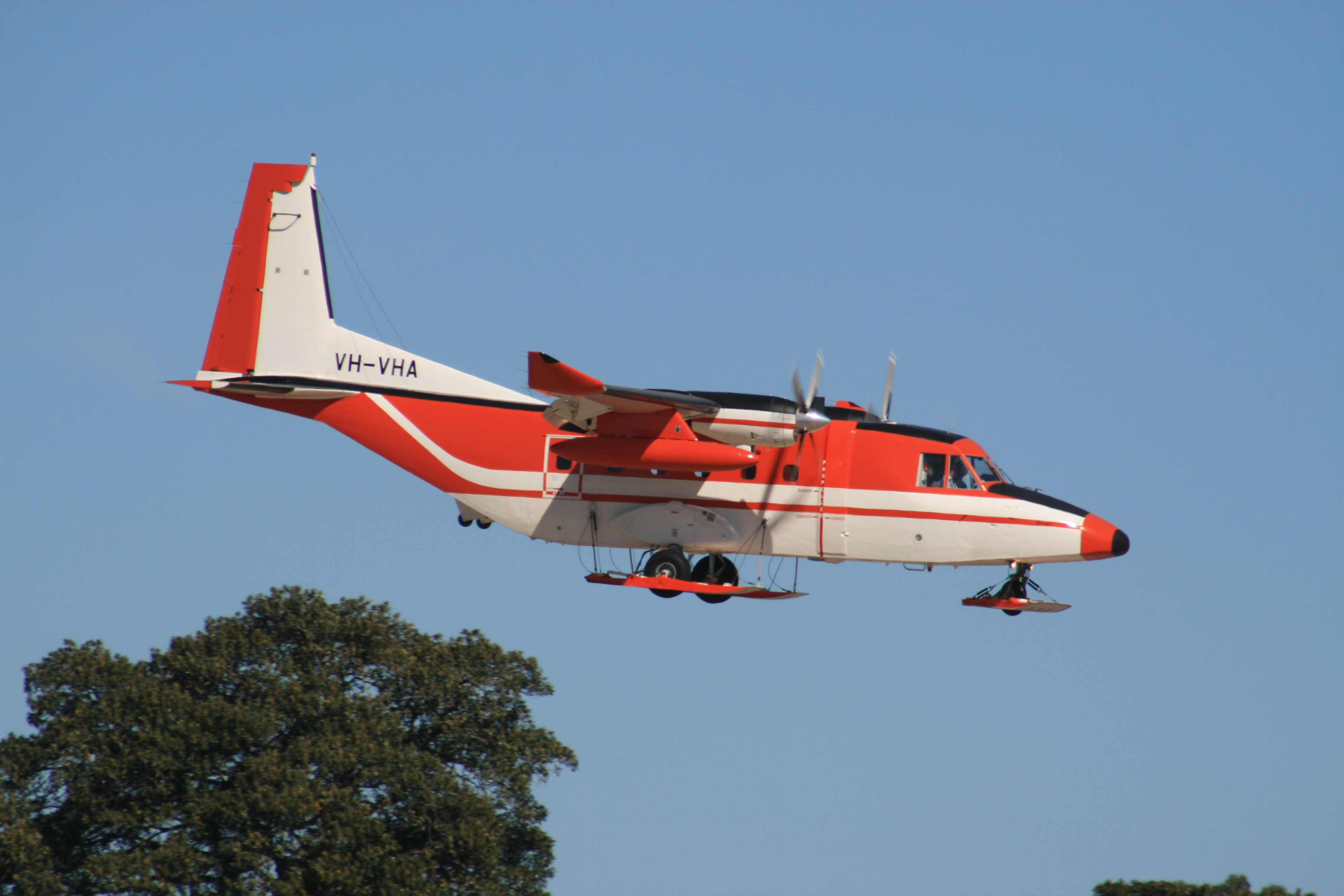
C-212-400 de la División Antártica Australiana equipado con esquíes para operar en la Antártida.

Competencias de la División Antártica Australiana:
- Administrar el Territorio Antártico Australiano y el Territorio de las Islas Heard y McDonald
- Conducir investigaciones en áreas de alta prioridad de ciencias antárticas
- Coordinar y manejar el programa logístico de Australia en la Antártida
- Promover investigaciones antárticas en universidades a través de subvenciones y la prestación de apoyo logístico
- Desarrollar propuestas de políticas y proporcionar asesoramiento sobre los intereses de Australia en la Antártida
- Promover los intereses antárticos de Australia dentro del Sistema del Tratado Antártico
- Mantener una presencia permanente en la región a través de estaciones permanentes, el establecimiento de bases de campo y de la prestación de transporte, comunicación y servicios médicos
- Actuar como la fuente primaria de información antártica australiana

## Programa Antártico Australiano
La División Antártica Australiana conduce el programa antártico australiano (AAP) con cuatro objetivos principales:
- Mantener el Sistema del Tratado Antártico y aumentar la influencia de Australia en él
- Proteger el medio ambiente antártico
- Comprender el papel de la Antártida en el sistema climático mundial
- Llevar a cabo el trabajo científico de importancia práctica, económica y nacional

## Estaciones de investigación

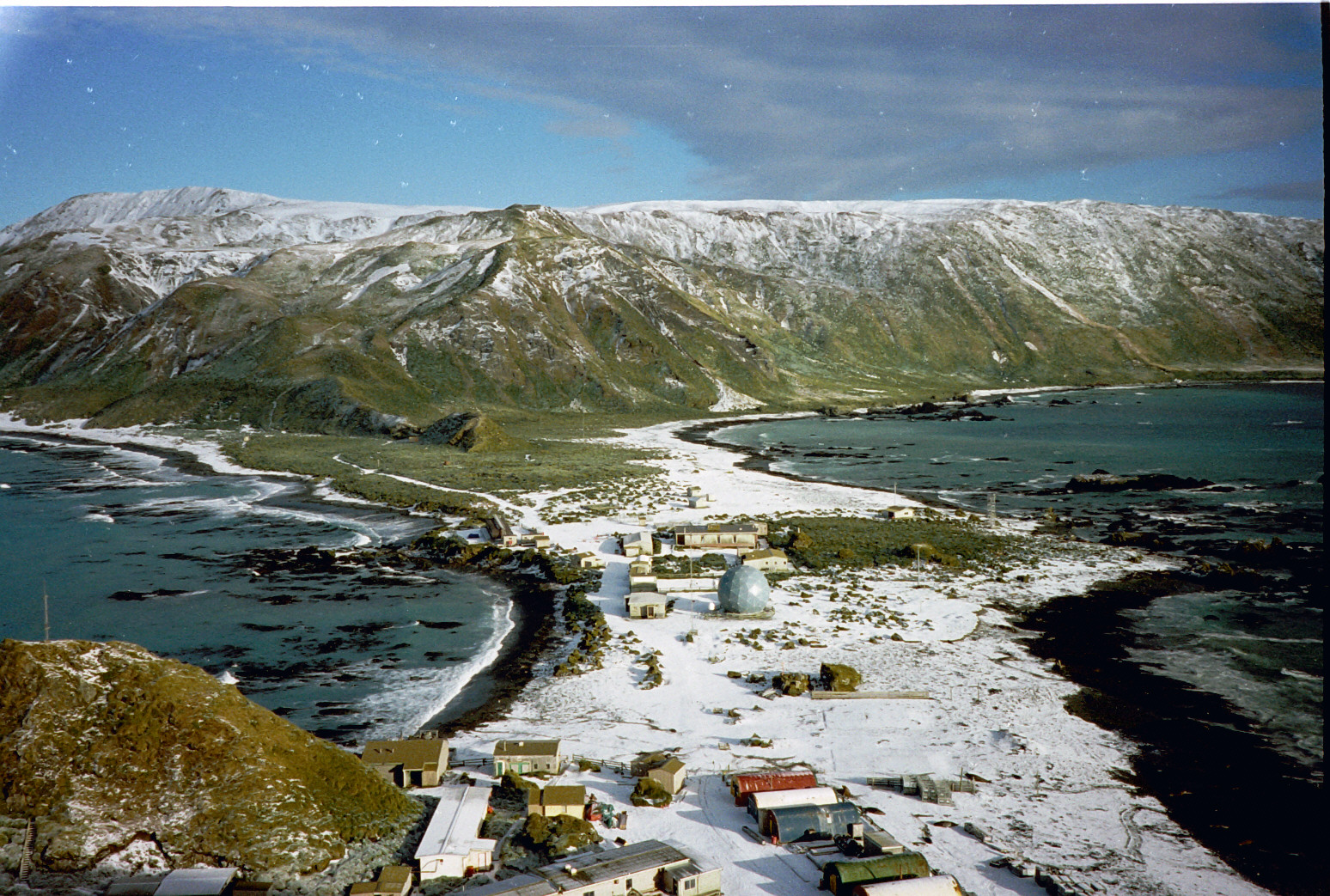
Base Isla Macquarie en 1996.

La sede de la AAD está basada en Kingston, Tasmania, un poco al sur de Hobart. La sede de la división cuenta con laboratorios para ciencias, electrónica y microscopía electrónica, talleres mecánicos y de instrumentos, un acuario de investigación del krill, un herbario, almacenes de equipos, comunicaciones y otros servicios operacionales y de apoyo.
La AAD mantiene tres estaciones permanentes en el continente antártico, y una en la subantártica isla Macquarie:
- Base Casey (incluyendo el estacional Aeródromo Wilkins)
- Base Davis
- Base Mawson
- Base Isla Macquarie

Remotos campamentos antárticos operan durante la temporada de investigación de verano en apoyo a las operaciones costeras y del interior.

## Transporte

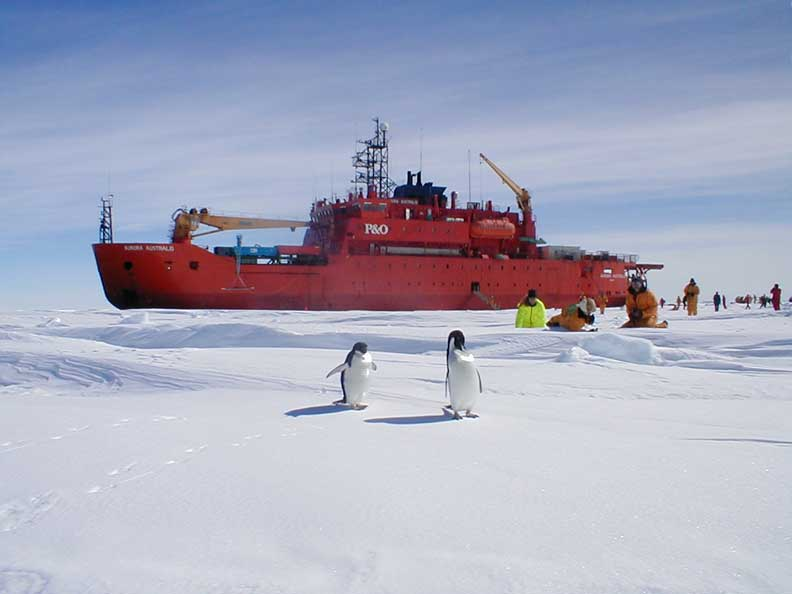
Investigadores estudiando pingüinos mientras viajan a bordo del Aurora Australis.

### Aviación
La AAD utiliza un sistema de transporte aéreo, tanto para el transporte desde y hacia la Antártida, y para el transporte dentro del continente. Las aeronaves para este sistema son proporcionadas y operadas bajo contrato por operadores del sector privado. Servicios desde y hacia la Antártida son proporcionados entre noviembre y febrero de cada año por un Airbus A319-115LR operado por Skytraders. Este avión opera desde y hacia la pista de hielo Wilkins, situada a unos 65 km de la Base Casey.
Servicios dentro de la Antártida son proporcionados por aviones y helicópteros. Los servicios en aviones son proporcionados por un par de CASA 212-400 equipados con esquíes, que también son operados por Skytraders. Estos aviones operan desde la pista Wilkins y desde pistas de nieve más pequeñas en cada una de las tres estaciones permanentes, así como en los lugares de campo que tengan el área plana necesaria de nieve o hielo. Servicios de helicópteros son proporcionados por tres Eurocopter AS 350 BA Ardilla operados por Helicopter Resources.

### Barcos
La AAD utiliza el rompehielos RSV Aurora Australis, un barco de investigación marina de usos múltiples y de reabastecimiento fletado a la Peninsular and Oriental Steam Navigation Company. El RSV Aurora Australis fue botado en 1989 y construido por Carrington Slipways en Newcastle (Australia).

## Administración territorial
La AAD es responsable, en nombre del Gobierno de Australia, de la administración de los dos territorios federales australianos que se encuentran en latitudes antárticas o subantárticas:
- Territorio Antártico Australiano
- Islas Heard y McDonald

Aunque la AAD mantiene una base de la isla Macquarie, la isla no es un territorio federal sino que es parte del estado australiano de Tasmania.